# 山塚古墳
山塚古墳（やまつかこふん）または将門塚（しょうもんづか）は、滋賀県愛荘町石橋にある古墳。形状は高さ3.9メートル、直径25メートルの円墳である。

## 概要
複数の伝承があるが平将門の首塚とも胴塚ともいわれ、墳丘の上に祠がある。愛荘町には他に平将門にまつわる伝承がある不飲池と歌詰橋がある。山塚古墳のある愛荘町石橋には小字名「将門(マサカド)」がある。